# Улица Рамонова (Владикавказ)
Улица Рамонова — улица во Владикавказе, Северная Осетия, Россия. Улица располагается в Иристонском муниципальном округе Владикавказа между улицами Джанаева и Кирова. Начинается от улицы Джанаева. На улице Рамонова заканчивается Безымянный переулок.
Улица названа в честь революционера и командира партизанского отряда Хаджисмета Рамонова.
Сформировалась во второй половине XIX века. Впервые в 1891 году в списке города Владикавказа отмечена как «Кузнецкая улица». В 1911 году отмечена на плане города Владикавказа Областного статистического управления как «Кузнечная улица». Упоминается под этим же названием в Перечне улиц, площадей и переулков от 1911 и 1925 годов.
15 ноября 1933 года улица Кузнечная была переименована в улицу Рамонова.

## Объекты
Памятники культурного наследия
- д. 17 — Здание бывшей гостиницы «Нью-Йорк», первое трёхэтажное здание во Владикавказе.